# Wildemanskruid
Wildemanskruid (Pulsatilla vulgaris) is een vaste plant uit de ranonkelfamilie (Ranunculaceae). De soort groeit op kalkhoudende graslanden, voornamelijk op Zuid-Europese hellingen. Tot 1968 groeide de plant in Nederland langs de Oude en Gelderse IJssel. Het wildemanskruid staat op de Nederlandse Rode lijst van planten als in het wild niet meer aanwezig. De plant wordt in Nederland wel toegepast als sierplant. In België komt de plant voor in de vallei van de Viroin.

## Beschrijving
De harige plant heeft veerachtige bladeren. Het blad is onderaan de plant dubbelgeveerd. Alle bladeren zijn bedekt met grijze haartjes. De plant wordt voor de bloei 5-20 cm hoog en groeit daarna door tot 40 cm hoog.
De bloem bestaat uit zes purperkleurige bloembladeren, die onderaan wat bleker en zilverig zijn. Ze hebben veel meeldraden en stampers. De omwindselbladeren onder de bloem zijn handvormig en zilverig behaard.
De vrucht is een dopvruchtje met een veerachtig pluimpje aan de snavel.
Wildemanskruid is een alleenstaande plant die in Nederland van maart tot mei bloeit.

## Afbeeldingen

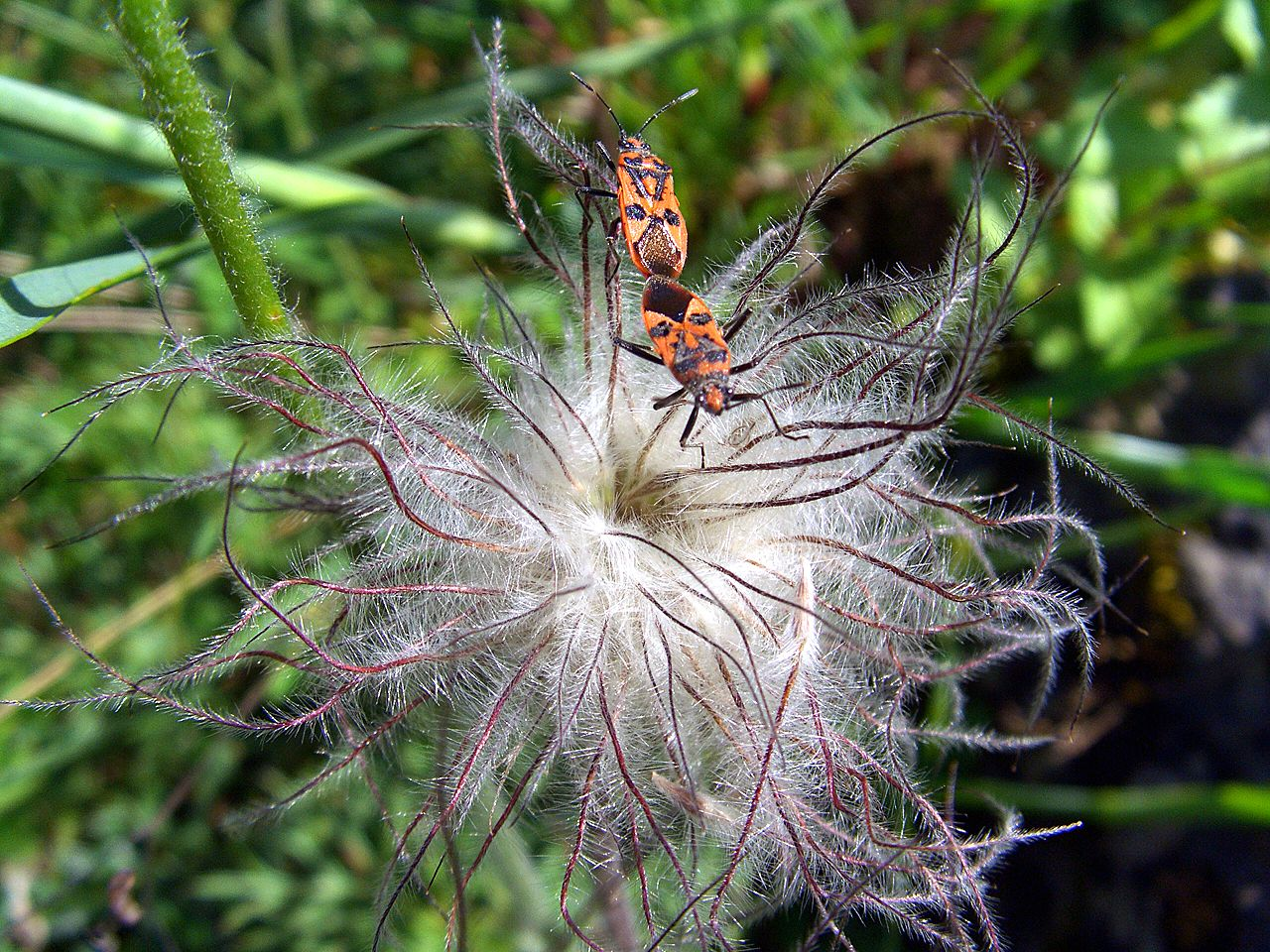
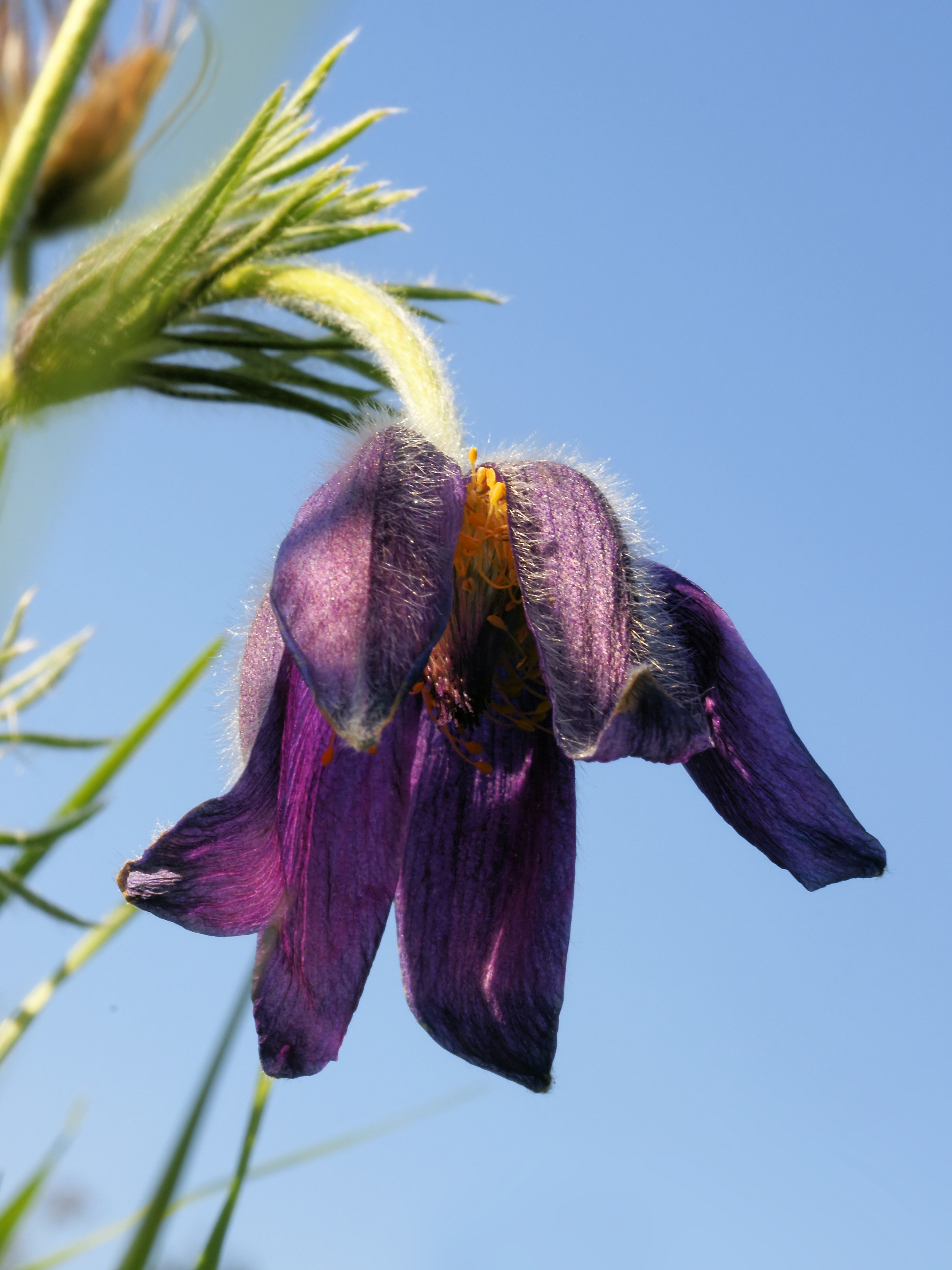
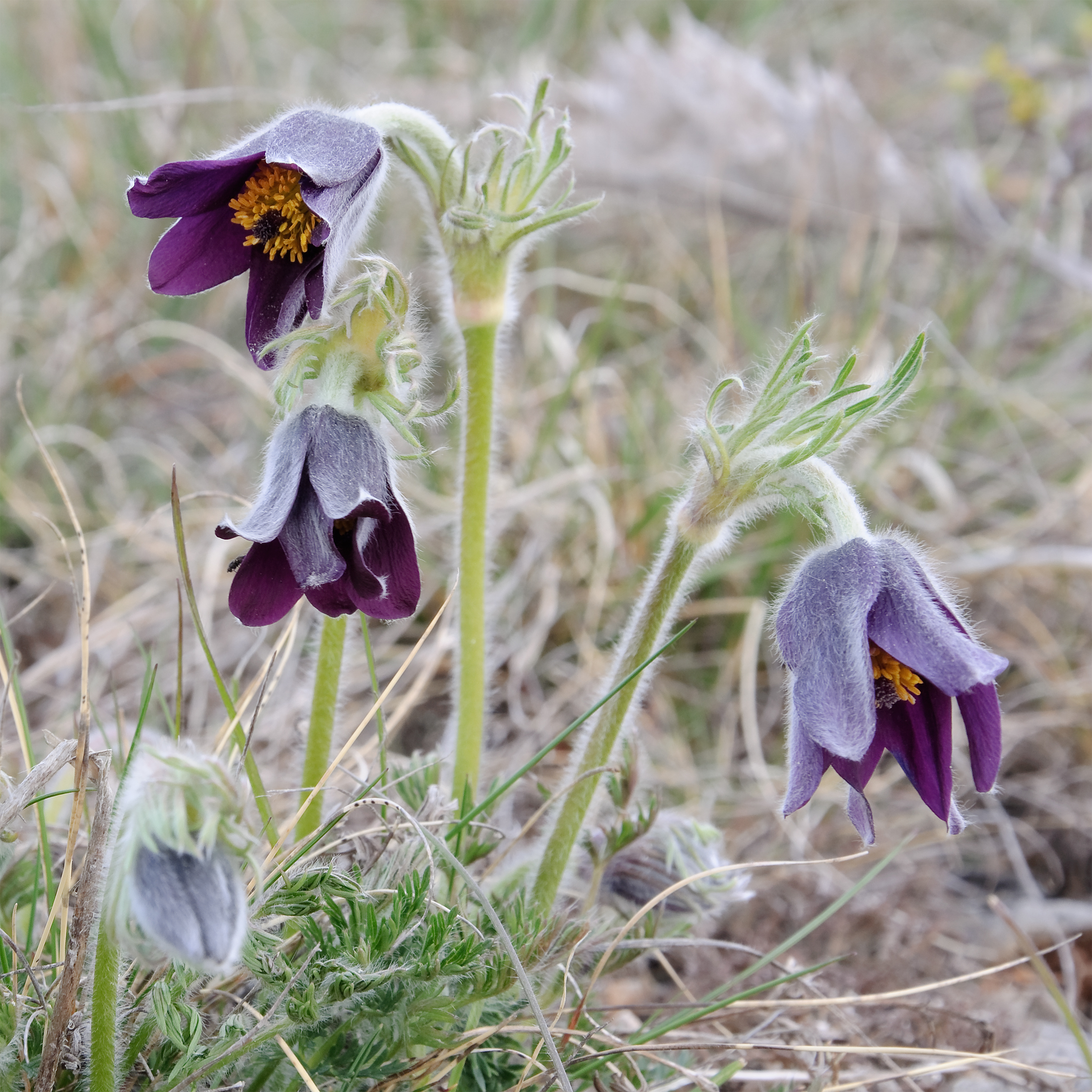
Pulsatilla vulgaris var. costeana, Causse de Sauveterre, Frankrijk
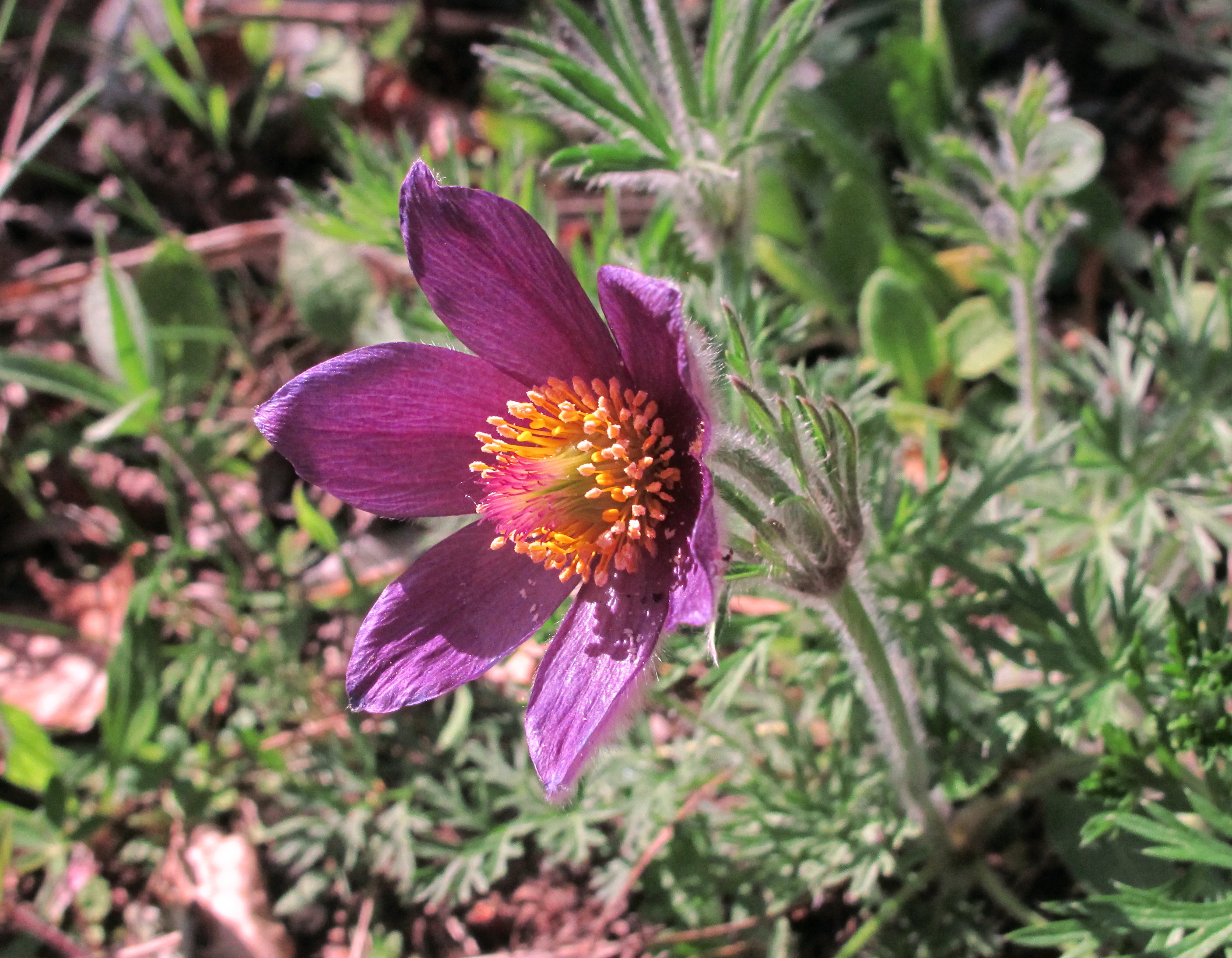